# Norte da Califórnia

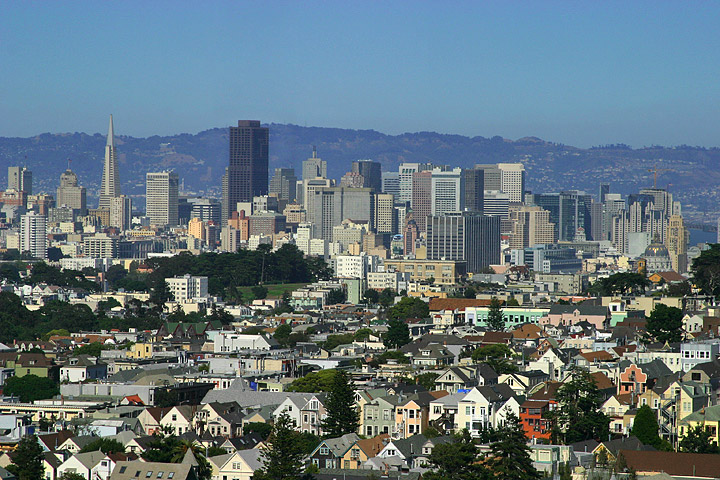
San Francisco é a principal cidade da região

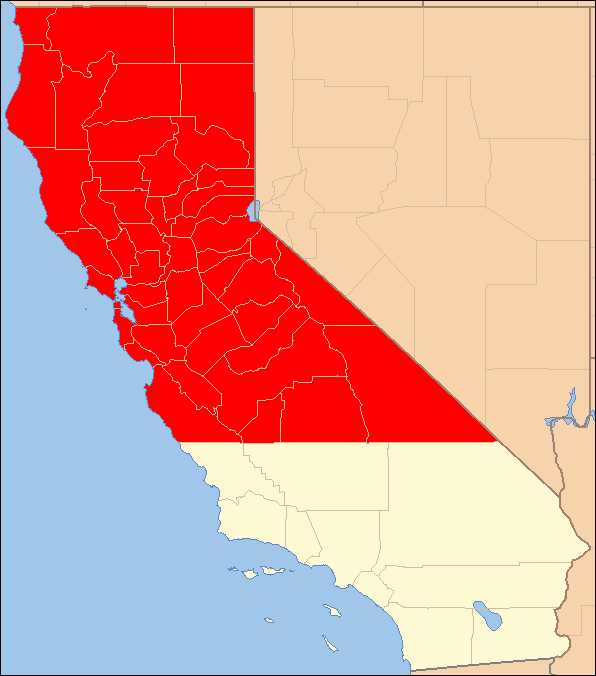
Em vermelho, o norte da Califórnia.

A região do norte da Califórnia (em inglês:  northern California, abreviada NorCal) refere-se à porção norte do Estado norte-americano da Califórnia, cobrindo quase todos os condados exceto os 10 que fazem parte da região sul. Uma das suas características mais conhecidas é o bonito litoral, clima mediterrâneo, baixa densidade populacional (exceto pela região de San Francisco e pela região metropolitana de Sacramento) e florestas.
Acredita-se que os nativos americanos chegaram à Califórnia do Norte por volta de 5 000 a 8 000 antes da Era Comum, e sucessivas ondas migratórias a transformaram numa das regiões mais densamente povoadas da América do Norte pré-colombiana. A chegada de exploradores europeus desde o século XVI até o meio do XVIII não realizou assentamentos na Califórnia do Norte.

## Definição

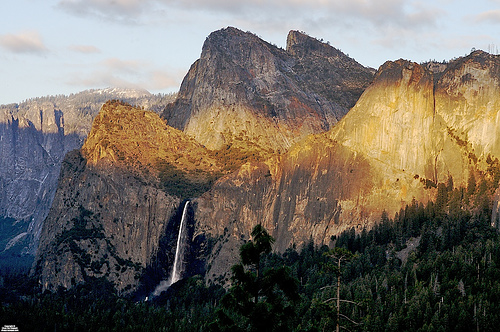
O Vale de Yosemite na Sierra Nevada.

A definição do que constitui a "Califórnia do Norte" varia consideravelmente. O termo normalmente se refere à região a norte dos dez condados da Califórnia do Sul, qualquer coisa acima do Condado de San Luis Obispo ou da montanha Tehachapi, enquanto outros distinguem a Califórnia do Norte da região da Costa Central, esta última sendo formada do Condado de San Luis Obispo até o Condado Santa Cruz.
Além dessas, muitos moradores do extremo norte do Estado da Califórnia definem sua região como sendo formada apenas pelas áreas ao norte da região da Baía de San Francisco e de Sacramento, atual capital do Estado. Esta definição se mostra problemática para o interior californiano; o Vale Central é uma região distinta tanto cultural como topograficamente da região costeira da Califórnia, apesar de que nas divisões entre Califórnia do Norte e Califórnia do Sul, o Vale do Sacramento e o Vale de San Joaquin são normalmente incorporados à Califórnia do Norte.
A divisão das regiões da Serra Nevada e leste da Califórnia em Norte e Sul é ainda mais problemática.
O maior condado da região é o de San José e seus subúrbios do Vale do Silício. Outras grandes cidades incluem Oakland, Sacramento (capital do Estado) e o centro financeiro, econômico e cultural da região, San Francisco.